# Nemzeti Szocialista Magyar Párt – Hungarista Mozgalom
A Nemzetiszocialista Magyar Párt – Hungarista Mozgalom (NSZMP – HM) egy rövid életű nemzetiszocialista, hungarista párt volt Magyarországon Szálasi Ferenc illetve Hubay Kálmán vezetésével 1938-1939-ben.

## Története
A párt a Magyar Nemzeti Szocialista Párt betiltása után egy hónappal alakult, 1938. március 27-én Hubay Kálmán és az ekkor még előzetesben ülő Szálasi Ferenc vezérletével. A pártvezetésben Szálasi ekkor már inkább a háttérbe húzódott, onnét irányított, kerülte a feltűnést. Központjuk az elődpárthoz hasonlóan az Andrássy út 60-ban volt, ahol a bérleti díjat többszöri felszólítás ellenére is csak akadozva fizették. (Az épület egyébként a pesti izraelita hitközség tulajdonában volt, haszonélvezője pedig Perlmutter Izsák festő özvegye és leánya voltak; ők kapták a bérleti díjat.)
A párt vezetését Szálasi 1938. július 6-i fegyházba kerülése után Hubay Kálmán vette át. A vezérkarhoz tartozott még többek között Széchenyi Lajos is.
A második Teleki-kormány az 1939. február eleji dohány utcai zsinagóga ellen elkövetett kézigránátos merényletre hivatkozva (melyben többek közt ezen párt tagjai, szimpatizánsai is voltak gyanúsítottak) föloszlatta az 1939-es választások előtt, hogy indulását ellehetetlenítsék. A próbálkozás kudarcot vallott, alig egy hónappal a február 23-i betiltásuk után, március 15-én Nyilaskeresztes Párt néven megint újjáalakultak és indulni tudtak a választásokon, melyen bejutottak a parlamentbe.